# Флавий Невитта
Фла́вий Неви́тта (лат. Flavius Nevitta) — римский военный и государственный деятель середины IV века н. э., магистр конницы и консул 362 года.

## Биография
Флавий Невитта был по происхождению варваром, вероятно, германцем. Известно, что Невитта отличился, будучи препозитом (командиром) турмы, в сражении против ютунгов в 358 году в Реции. Битва, руководимая с римской стороны магистром пехоты Барбационом, окончилось разгромом варваров. После провозглашения войсками августом Флавия Юлиана был назначен им магистром оружия вместо Гомоария (в 361 году). Во время движения армии Юлиана на восток, против Констанция II, командовал частью армии, двигавшейся через Рецию. Когда Юлиан достиг территории Балкан он, захватив стратегически важный горный проход Сукки (перевал Траяновы ворота; соврем. Болгария), поручил его охрану Невитте, «как человеку испытанной верности». Через некоторое время Невитта был назначен консулом на следующий, 362 год:

«Чтобы обезопасить себя в этом тревожном положении и поддержать доверие подданных, Юлиан назначил консулом Мамертина, префекта претория в Иллирике, а с ним вместе — Невитту, хотя сам же недавно поносил Константина как первого виновника позорного возвышения варварской челяди».

После смерти Констанция Невитта был членом Халкедонской комиссии, расследовавшей действия чиновников покойного Августа. Принимал активное участие в Персидском походе императора Юлиана в 363 г. В апреле 363 г. Флавий Невитта командовал правой маршевой колонной, в составе нескольких пехотных легионов продвигавшейся вдоль Евфрата в Месопотамию. При осаде Майозамальхи вместе с Дагалайфом руководил работой над подкопами. В конце июля 363 г. Невитта лично доставил тело погибшего Юлиана Отступника в г. Тарс в Киликии, где тот был первоначально захоронен.
После гибели Юлиана Невитта вместе с Дагалайфом выступил против Аринфея и Виктора в вопросе об избрании нового императора. Если последние подыскивали кого-то из придворного штата Констанция II, то первые хотели видеть императором кого-то из соратников Юлиана, служивших с ним в Галлии. В итоге императором был избран примицерий доместиков Флавий Клавдий Иовиан. Очевидно, баланс сил нарушил Дагалайф, оставив Невитту. Это косвенно подтверждается тем, что Дагалайф в дальнейшем занимал высокие государственные посты, упоминания же о Невитте после 363 года исчезают из источников.
Аммиан Марцеллин так отзывался о личности Невитты, комментируя назначение его консулом:

«Этот человек не мог равняться ни по роду, ни по опытности в делах, ни по славе с теми, кому Константин придавал консульское достоинство, и был, напротив, невоспитан и грубоват и — что ещё возмутительнее — злоупотреблял своим высоким саном для совершения разных жестокостей».